# 大澤真幸 THINKING「O」
大澤真幸 THINKING「O」は、左右社から刊行されている社会学者・大澤真幸主宰の個人誌。2010年創刊。2024年まで20点が刊行されている。

## 近年刊行のタイトル
- 『生成AI時代の言語論』（ゲスト：松尾豊、今井むつみ、秋田喜美）
- 『未来のための終末論』[2]（ゲスト：斎藤幸平）
- 『ブルシット・ジョブと現代思想』[3]（ゲスト：千葉雅也）
- 『コロナ時代の哲学』[4]（ゲスト：國分功一郎）